# Пелтола (район Турку)
Пе́лтола (фин. Peltola) — один из промышленных районов города Турку, входящий в округ Скансси-Уиттамо.
На территории района находится профессиональное училище.

## Географическое положение
Район расположен к юго-востоку от центральной части Турку в промышленной зоне, гранича с районами Койвула, Луолавуори и Илпойненом.

## Население
В 2007 году в районе проживало 771 жителей. В 2004 году население района составляло 778 человек, из которых дети моложе 15 лет составляли 14,27 %, а старше 65 лет — 23,78 %. Финским языком в качестве родного владели 91,65 %, шведским — 7,57 %, а другими языками — 0,77 % населения района.